# 拉梅爾塞德
11°03′43″S 75°20′06″W / 11.06194°S 75.33500°W
拉梅爾塞德（西班牙語：La Merced），是秘魯的城鎮，位於該國中部胡寧大區，是錢查馬約省的首府，距離萬卡約75公里。拉梅爾塞德始建於1884年，海拔高度為751米，2005年人口19,983。